# Futbol'nyj Klub Torpedo Moskva 2013-2014
Questa voce raccoglie le informazioni riguardanti il Futbol'nyj Klub Torpedo Moskva nelle competizioni ufficiali della stagione 2013-2014.

## Stagione
Grazie al terzo posto finale in PFNL Ligi il Torpedo riuscì ad accedere ai play-off promozione che vinse nel doppio confronto con il Kryl'ja Sovetov Samara, ottenendo così il ritorno in Prem'er-Liga.

## Rosa
| N. |                       | Ruolo | Calciatore           |
| -- | --------------------- | ----- | -------------------- |
| 2  | Slovacchia (bandiera) | D     | Lukas Tesak          |
| 4  | Russia (bandiera)     | D     | Dmitri Aydov         |
| 5  | Russia (bandiera)     | D     | Ivan Knyazev         |
| 6  | Lituania (bandiera)   | D     | Tomas Mikuckis       |
| 7  | Russia (bandiera)     | C     | Denis Boyarintsev    |
| 8  | Russia (bandiera)     | C     | Denis Bolshakov      |
| 10 | Russia (bandiera)     | A     | Reziuan Mirzov       |
| 12 | Russia (bandiera)     | D     | Aleksandr Tsybikov   |
| 14 | Russia (bandiera)     | P     | Evgeniy Konyukhov    |
| 15 | Russia (bandiera)     | D     | Egor Tarakanov       |
| 17 | Russia (bandiera)     | D     | Mikhail Bagaev       |
| 20 | Russia (bandiera)     | C     | Vadim Steklov        |
| 33 | Russia (bandiera)     | D     | Ivan Novoseltsev     |
| 34 | Russia (bandiera)     | D     | Aleksandr Katsalapov |
| 38 | Russia (bandiera)     | C     | Maksim Burchenko     |
| 40 | Russia (bandiera)     | C     | Yuri Kuleshov        |

| N. |                     | Ruolo | Calciatore         |
| -- | ------------------- | ----- | ------------------ |
| 44 | Russia (bandiera)   | C     | Lev Kornilov       |
| 66 | Russia (bandiera)   | C     | Daniil Savichev    |
| 77 | Russia (bandiera)   | A     | Aleksandr Salugin  |
| 84 | Russia (bandiera)   | C     | Oleg Vlasov        |
| 87 | Ucraina (bandiera)  | A     | Denys Skepskyi     |
| 88 | Russia (bandiera)   | A     | Igor Shevchenko    |
| 98 | Russia (bandiera)   | P     | Aleksandr Budakov  |
| -  | Russia (bandiera)   | P     | Aleksandr Dovbnya  |
| -  | Russia (bandiera)   | C     | Viktor Svezhov     |
| -  | Russia (bandiera)   | C     | Oleg Polyakov      |
| -  | Russia (bandiera)   | C     | Denis Voynov       |
| -  | Russia (bandiera)   | C     | Dmitriy Kudryashov |
| -  | Russia (bandiera)   | C     | Nikita Vasiljev    |
| -  | Lettonia (bandiera) | A     | Edgars Gauracs     |
| -  | Croazia (bandiera)  | A     | Matija Dvornekovic |

## Risultati

### Campionato
| Arbitro: | Kirill Levnikov |

|                                        |           |                     |
| Maksim Zhitnev 29’ Aleksey Bazanov 63’ | Marcatori | 70’ Igor Shevchenko |

| Ramenskoe 13 luglio 2013, ore 17:00 2ª giornata | Torpedo Mosca | 0 – 0 referto | Enisej | Saturn Stadium (1.500 spett.)\| Arbitro: \| Mikhail Belov \| |
| Arbitro:                                        | Mikhail Belov |               |        |                                                              |

| Chabarovsk 18 luglio 2013, ore 10:00 3ª giornata | SKA-Ėnergija  | 0 – 0 referto | Torpedo Mosca | Lenin Stadion (4.000 spett.)\| Arbitro: \| Denis Shpilev \| |
| Arbitro:                                         | Denis Shpilev |               |               |                                                             |

| Arbitro: | Roman Galimov |

|  |           |                                           |
|  | Marcatori | 36’ Vladimir Parnyakov 84’ Dmitri Andreev |

| Arbitro: | German Kravchenko |

|                                          |           |                 |
| Vladimir Korytko 29’ Artem Molodtsov 81’ | Marcatori | 10’ Lukas Tesak |

| Arbitro: | Vitali Rushakov |

|  |           |                   |
|  | Marcatori | 48’ Valeri Kichin |

| Arbitro: | Vladimir Moskalev |

|                    |           |  |
| Artur Valikaev 22’ | Marcatori |  |

| Arbitro: | Sergey Kulikov |

|                                                                                  |           |                                     |
| Denis Boyarintsev 6’ Aleksandr Katsalapov 26’ Edgars Gauracs 59’ Lukas Tesak 65’ | Marcatori | 45’ Islam Tsuroev 67’ Vakha Albakov |

| Nižnekamsk 18 agosto 2013, ore 16:00 9ª giornata | Neftechimik      | 0 – 0 referto | Torpedo Mosca | Stadio Neftechimik (1.000 spett.)\| Arbitro: \| Vyacheslav Popov \| |
| Arbitro:                                         | Vyacheslav Popov |               |               |                                                                     |

| Arbitro: | Vladimir Seldyakov |

|                                             |           |  |
| Igor Shevchenko 25’ Dmitri Aydov 68’ (rig.) | Marcatori |  |

| Arbitro: | Sergey Lapochkin |

|                     |           |  |
| Igor Shevchenko 37’ | Marcatori |  |

| Vladivostok 10 settembre 2013, ore 09:00 13ª giornata | Luč-Ėnergija   | 0 – 0 referto | Torpedo Mosca | Stadio Dinamo (5.700 spett.)\| Arbitro: \| Aleksey Sukhoy \| |
| Arbitro:                                              | Aleksey Sukhoy |               |               |                                                              |

| Arbitro: | Vladimir Kazmenko |

|                                                   |           |                    |
| Aleksandr Katsalapov 47’ Aleksandr Katsalapov 56’ | Marcatori | 27’ Maksim Andreev |

| Arbitro: | Vladimir Moskalev |

|                       |           |                                       |
| Andrey Vasyanovich 3’ | Marcatori | 39’ Mikhail Bagaev 60’ Tomas Mikuckis |

| Nal'čik 1º ottobre 2013, ore 16:00 16ª giornata | Spartak-Nal'čik | 0 – 0 referto | Torpedo Mosca | Stadio Spartak (800 spett.)\| Arbitro: \| Sergey Smirnov \| |
| Arbitro:                                        | Sergey Smirnov  |               |               |                                                             |

| Arbitro: | Vasili Kazartsev |

|                                       |           |  |
| Tomas Mikuckis 88’ Mikhail Bagaev 90’ | Marcatori |  |

| Arbitro: | Kirill Levnikov |

|                     |           |  |
| Milan Perendija 61’ | Marcatori |  |

| Arbitro: | Sergey Kostevich |

|                                                  |           |  |
| Aleksandr Katsalapov 35’ Maksim Burchenko 90'+4’ | Marcatori |  |

| Arbitro: | Vasili Miroshnichenko |

|                     |           |  |
| Igor Lambarskiy 61’ | Marcatori |  |

| Arbitro: | Vladimir Seldyakov |

|                 |           |  |
| Oleg Vlasov 41’ | Marcatori |  |

| Arbitro: | Sergey Kulikov |

|  |           |                                          |
|  | Marcatori | 6’ Igor Shevchenko 90'+2’ Viktor Svezhov |

| Arbitro: | Vitali Meshkov |

|                     |           |  |
| Igor Shevchenko 35’ | Marcatori |  |

| Arbitro: | Denis Shpilev |

|  |           |                                                                   |
|  | Marcatori | 10’ (rig.) Dmitri Aydov 51’ Igor Shevchenko 89’ Denis Boyarintsev |

| Mosca 23 novembre 2013, ore 11:00 25ª giornata | Torpedo Mosca   | 0 – 0 referto | Ufa | Luzhniki Stadium (2.000 spett.)\| Arbitro: \| Vitali Rushakov \| |
| Arbitro:                                       | Vitali Rushakov |               |     |                                                                  |

| Arbitro: | Sergey Kulikov |

|                                            |           |                     |
| Tomas Mikuckis 28’ Dmitri Aydov 79’ (rig.) | Marcatori | 74’ Nikolay Zaytsev |

| Arbitro: | Mikhail Belov |

|  |           |                                         |
|  | Marcatori | 20’ Igor Shevchenko 36’ Igor Shevchenko |

| Vladikavkaz 23 marzo 2014, ore 12:00 28ª giornata | Alanija Vladikavkaz | 0 – 3 referto | Torpedo Mosca | Respublikanskij stadion Spartak\| Arbitro: \| [[]] \| |
| Arbitro:                                          | [[]]                |               |               |                                                       |

| Kaliningrad 4 aprile 2014, ore 18:00 30ª giornata | Baltika       | 0 – 0 referto | Torpedo Mosca | Stadio Baltika (8.700 spett.)\| Arbitro: \| Sergej Ivanov \| |
| Arbitro:                                          | Sergej Ivanov |               |               |                                                              |

| Arbitro: | Vladimir Moskalev |

|                                             |           |  |
| Aleksandr Salugin 38’ Aleksandr Salugin 80’ | Marcatori |  |

| Salyut 14 aprile 2014, ore 12:00 32ª giornata | Energomaš | 0 – 3 referto | Torpedo Mosca | Stadio Saljut\| Arbitro: \| [[]] \| |
| Arbitro:                                      | [[]]      |               |               |                                     |

| Arbitro: | Igor Nizovtsev |

|                 |           |  |
| Lukas Tesak 61’ | Marcatori |  |

| Arbitro: | Sergey Kostevich |

|                 |           |                                      |
| Oleg Vlasov 45’ | Marcatori | 13’ Andrey Panyukov 88’ Guja Rukhaia |

| Arbitro: | Kirill Levnikov |

|                       |           |  |
| Vladislav Ryzhkov 23’ | Marcatori |  |

| Arbitro: | German Kravchenko |

|                                                                                        |           |                                                 |
| Oleg Vlasov 4’ Aleksandr Katsalapov 22’ Aleksandr Katsalapov 30’ Aleksandr Salugin 85’ | Marcatori | 12’ (aut.) Aleksandr Salugin 74’ Sergey Samodin |

| Arbitro: | Vitali Rushakov |

|                                           |           |                                                              |
| Bryan Idowu 76’ Semen Pomogaev 79’ (rig.) | Marcatori | 25’ Matija Dvornekovic 60’ Reziuan Mirzov 64’ Tomas Mikuckis |

| Ramenskoe 15 maggio 2014, ore 17:00 38ª giornata | Torpedo Mosca  | 0 – 0 referto | Sibir' | Saturn Stadium (800 spett.)\| Arbitro: \| Aleksey Sukhoy \| |
| Arbitro:                                         | Aleksey Sukhoy |               |        |                                                             |

#### Spareggio promozione/retrocessione
| Arbitro: | Sergej Ivanov |

|                                       |           |  |
| Aleksandr Salugin 40’ Oleg Vlasov 67’ | Marcatori |  |

| Samara 22 maggio 2014, ore 17:00 Play-out - Ritorno | Kryl'ja Sovetov Samara | 0 – 0 referto | Torpedo Mosca | Stadio Metallurg (20.000 spett.)\| Arbitro: \| Mikhail Vilkov \| |
| Arbitro:                                            | Mikhail Vilkov         |               |               |                                                                  |

### Coppa di Russia
| Arbitro: | Lasha Verulidze |

|                                      |           |                 |
| Reziuan Mirzov 61’ Artem Sivaev 105’ | Marcatori | 9’ Denis Voynov |